# Franziskuskirche (Berchtesgaden)
Die  Franziskuskirche ist eine römisch-katholische Filialkirche der Pfarrei Heilige Familie im Berchtesgadener Ortsteil Resten/Au in der Erzdiözese München und Freising.

## Gebäude und Geschichte
Erbaut wurde die Franziskuskirche in den Jahren 1991 bis 1992.

### Ausstattung

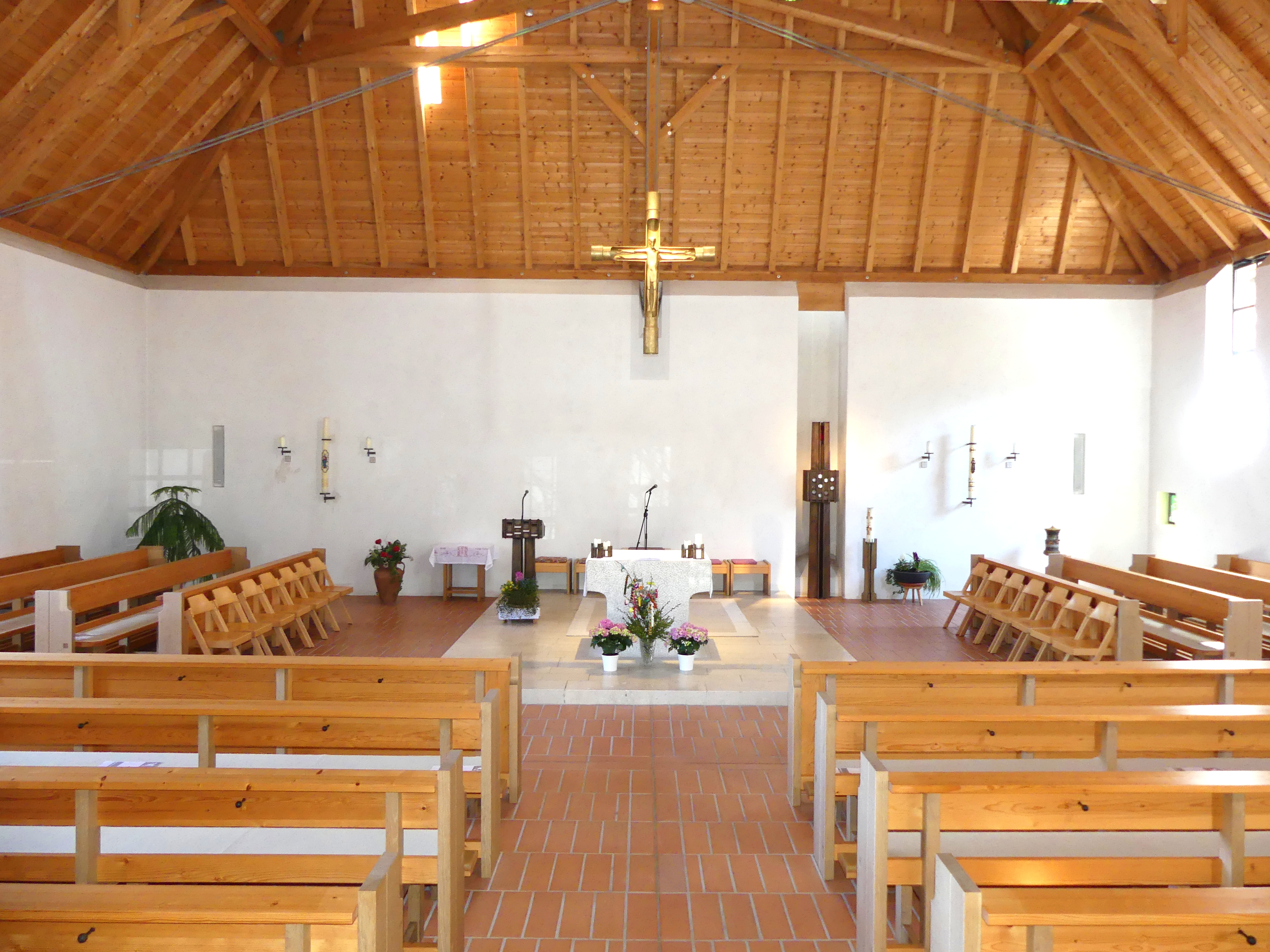
Blick vom Haupteingang zum Altarraum
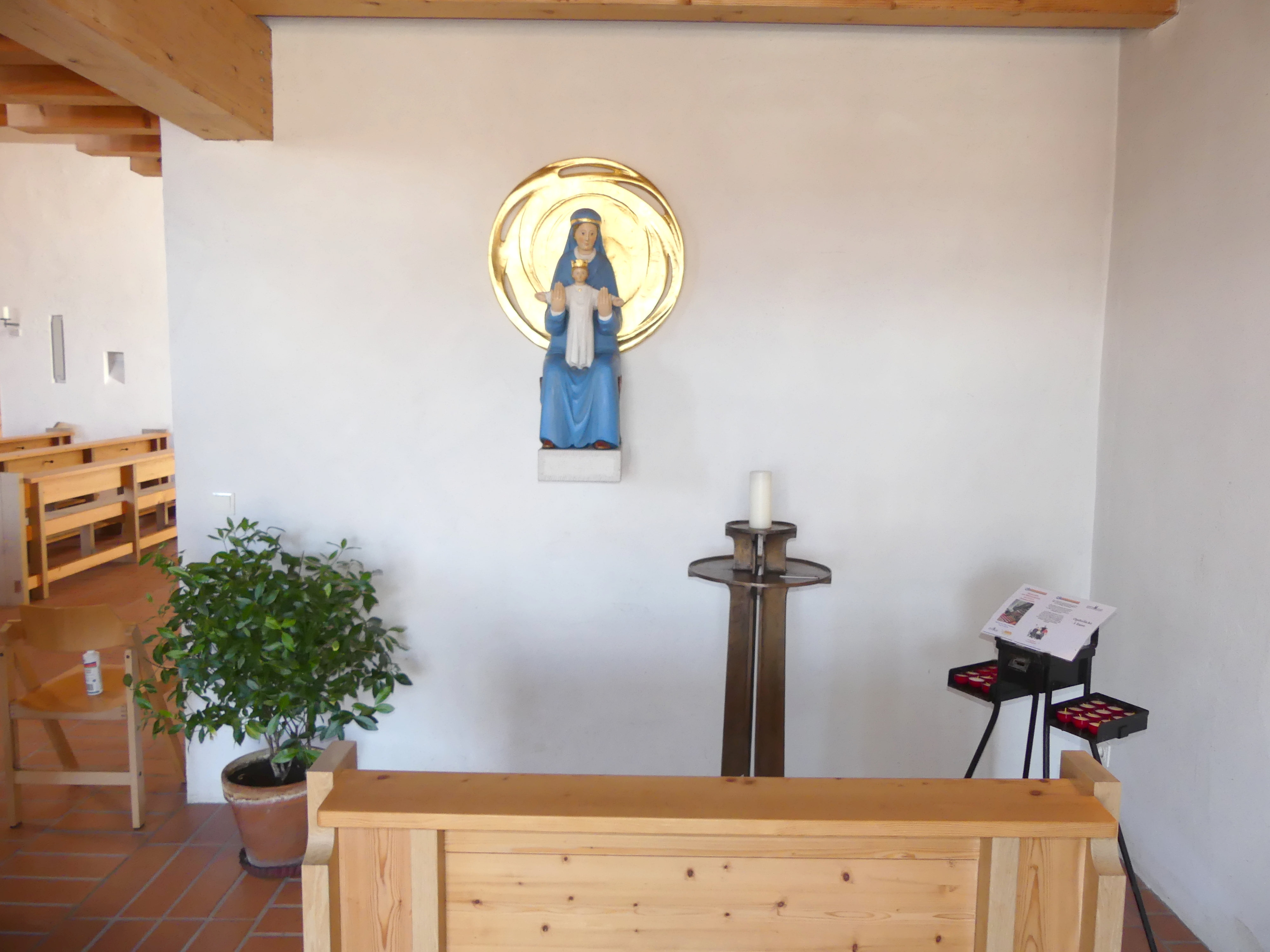
Marienaltar als Seitenaltar

### Pfarrei und Pfarrverband
Die Franziskuskirche ist eine Filialkirche der Pfarrei Heilige Familie Au neben deren Pfarrkirche Zur Heiligen Familie. Die Pfarrei gehörte bis 2015 zusammen mit der Pfarrei St. Nikolaus Marktschellenberg dem Pfarrverband Marktschellenberg an. Am 1. November 2015 wurde der Pfarrverband Stiftsland Berchtesgaden begründet, zu dem sich die drei Pfarreien St. Andreas Berchtesgaden, St. Nikolaus Marktschellenberg und Hl. Familie Au zusammenschlossen, und der am 1. Juni 2019 um den ehemaligen Pfarrverband Bischofswiesen erweitert wurde.